# Eatonton, Georgia
Eatonton är en stad (city) i Putnam County, i delstaten Georgia, USA. Enligt United States Census Bureau har staden en folkmängd på 6 518 invånare (2011) och en landarea på 53,1 km². Eatonton är huvudort i Putnam County.